# Saison 1979-1980 de la LNH
Saison précédente Saison suivante
La saison 1979-1980 est la 63e saison régulière de la Ligue nationale de hockey. Vingt-et-une équipes ont joué chacune 80 matchs.

## Saison régulière
Au cours de cette saison, quatre franchises de plus prennent part à la course pour la Coupe Stanley. Ces franchises issues de l'Association mondiale de hockey (AMH) sont les Oilers d'Edmonton, les Jets de Winnipeg, les Nordiques de Québec et les Whalers de la Nouvelle-Angleterre qui sont renommés Whalers de Hartford.
Les Flyers de Philadelphie commencent leur saison par une victoire puis une défaite. Mais ensuite, ils ne perdent plus un seul match pendant près de 3 mois entre le 14 octobre et le 6 janvier (35 matchs au total). Cette série est la série d'invincibilité la plus longue de toute l'histoire des sports professionnels d'Amérique du Nord[réf. nécessaire]. Ils terminent champion de la saison avec 116 points, 21 de plus que la saison précédente.

### Classements finaux
| Clt   | Équipe                   | Division | PJ | V  | D  | N  | BP  | BC  | Pts |
| ----- | ------------------------ | -------- | -- | -- | -- | -- | --- | --- | --- |
| +001, | Flyers de Philadelphie   | Patrick  | 80 | 48 | 12 | 20 | 327 | 254 | 116 |
| +002, | Sabres de Buffalo        | Adams    | 80 | 47 | 17 | 16 | 318 | 201 | 110 |
| +003, | Canadiens de Montréal    | Norris   | 80 | 47 | 20 | 13 | 328 | 240 | 107 |
| +004, | Bruins de Boston         | Adams    | 80 | 46 | 21 | 13 | 310 | 234 | 105 |
| +005, | Islanders de New York    | Patrick  | 80 | 39 | 28 | 13 | 281 | 247 | 91  |
| +006, | North Stars du Minnesota | Adams    | 80 | 36 | 28 | 16 | 311 | 253 | 88  |
| +007, | Black Hawks de Chicago   | Smythe   | 80 | 34 | 27 | 19 | 241 | 250 | 87  |
| +008, | Rangers de New York      | Patrick  | 80 | 38 | 32 | 10 | 308 | 284 | 86  |
| +009, | Flames d'Atlanta         | Patrick  | 80 | 35 | 32 | 13 | 282 | 269 | 83  |
| +010, | Blues de Saint-Louis     | Smythe   | 80 | 34 | 34 | 12 | 266 | 278 | 80  |
| +011, | Maple Leafs de Toronto   | Adams    | 80 | 35 | 40 | 5  | 304 | 327 | 75  |
| +012, | Kings de Los Angeles     | Norris   | 80 | 30 | 36 | 14 | 290 | 313 | 74  |
| +013, | Whalers de Hartford      | Norris   | 80 | 27 | 34 | 19 | 303 | 312 | 73  |
| +014, | Penguins de Pittsburgh   | Norris   | 80 | 30 | 37 | 13 | 251 | 303 | 73  |
| +015, | Canucks de Vancouver     | Smythe   | 80 | 27 | 37 | 16 | 256 | 281 | 70  |
| +016, | Oilers d'Edmonton        | Smythe   | 80 | 28 | 39 | 13 | 301 | 322 | 69  |
| +017, | Capitals de Washington   | Patrick  | 80 | 27 | 40 | 13 | 261 | 293 | 67  |
| +018, | Red Wings de Détroit     | Norris   | 80 | 26 | 43 | 11 | 268 | 306 | 63  |
| +019, | Nordiques de Québec      | Adams    | 80 | 25 | 44 | 11 | 248 | 313 | 61  |
| +020, | Rockies du Colorado      | Smythe   | 80 | 19 | 48 | 13 | 234 | 308 | 51  |
| +021, | Jets de Winnipeg         | Smythe   | 80 | 20 | 49 | 11 | 214 | 314 | 51  |

- Champion de la saison régulière
- Qualifié pour les séries éliminatoires

### Meilleurs Pointeurs
| Joueur            | Équipe                | PJ | B  | A  | Pts | Pun |
| ----------------- | --------------------- | -- | -- | -- | --- | --- |
| Marcel Dionne     | Los Angeles           | 80 | 53 | 84 | 137 | 32  |
| Wayne Gretzky     | Edmonton              | 79 | 51 | 86 | 137 | 21  |
| Guy Lafleur       | Montréal              | 74 | 50 | 75 | 125 | 12  |
| Gilbert Perreault | Buffalo               | 80 | 40 | 66 | 106 | 57  |
| Mike Rogers       | Hartford              | 80 | 44 | 61 | 105 | 10  |
| Bryan Trottier    | Islanders de New York | 78 | 42 | 62 | 104 | 68  |
| Charlie Simmer    | Los Angeles           | 64 | 56 | 45 | 101 | 65  |
| Blaine Stoughton  | Hartford              | 80 | 56 | 44 | 100 | 16  |
| Darryl Sittler    | Toronto               | 73 | 40 | 57 | 97  | 62  |
| Blair MacDonald   | Edmonton              | 80 | 46 | 48 | 96  | 24  |

## Séries éliminatoires de la Coupe Stanley
Avec l'arrivée de quatre nouvelles franchises et le passage de 17 à 21 équipes, les séries éliminatoires changent de format afin de passer à un tournoi à 16 équipes. Étant donné chaque franchises joue 4 matchs contre chacune des autres, les seize meilleures équipes sont qualifiées pour s'affronter, sans aucune considération pour les divisions. La meilleure équipe de la saison rencontre la moins bonne des seize équipes qualifiées et ainsi de suite. À l'issue du premier tour, la meilleure équipe restante est à nouveau confrontée à l'équipe qualifiée la moins bien classée lors de la saison. Le premier tour est joué au meilleur des 5 matchs. Les vainqueurs disputent ensuite les quarts de finale, les demi-finales la finale de la Coupe Stanley au meilleur des 7 matchs.
|  | Premier tour | Premier tour | Premier tour          |   |                       | Quarts de finale | Quarts de finale | Quarts de finale |  |   | Demi-finales | Demi-finales | Demi-finales |  |   | Finale de la Coupe Stanley | Finale de la Coupe Stanley | Finale de la Coupe Stanley |
|  |              |              |                       |   |                       |                  |                  |                  |  |   |              |              |              |  |   |                            |                            |                            |
|  | 1            | Philadelphie | 3                     |   |                       |                  |                  |                  |  |   |              |              |              |  |   |                            |                            |                            |
|  | 16           | Edmonton     | 0                     |   |                       |                  |                  |                  |  |   |              |              |              |  |   |                            |                            |                            |
|  | 16           | Edmonton     | 0                     |   | 1                     | Philadelphie     | 4                |                  |  |   |              |              |              |  |   |                            |                            |                            |
|  |              |              |                       |   | 1                     | Philadelphie     | 4                |                  |  |   |              |              |              |  |   |                            |                            |                            |
|  |              | 8            | Rangers de New York   | 1 |                       |                  |                  |                  |  |   |              |              |              |  |   |                            |                            |                            |
|  | 2            | 8            | Rangers de New York   | 1 | Buffalo               | 3                |                  |                  |  |   |              |              |              |  |   |                            |                            |                            |
|  | 2            |              |                       |   | Buffalo               | 3                |                  |                  |  |   |              |              |              |  |   |                            |                            |                            |
|  | 15           | Vancouver    | 1                     |   |                       |                  |                  |                  |  |   |              |              |              |  |   |                            |                            |                            |
|  | 15           | Vancouver    | 1                     |   |                       |                  |                  |                  |  | 1 | Philadelphie | 4            |              |  |   |                            |                            |                            |
|  |              |              |                       |   |                       |                  |                  |                  |  | 1 | Philadelphie | 4            |              |  |   |                            |                            |                            |
|  |              | 6            | Minnesota             | 1 |                       |                  |                  |                  |  |   |              |              |              |  |   |                            |                            |                            |
|  | 3            | 6            | Minnesota             | 1 | Montréal              | 3                |                  |                  |  |   |              |              |              |  |   |                            |                            |                            |
|  | 3            |              |                       |   | Montréal              | 3                |                  |                  |  |   |              |              |              |  |   |                            |                            |                            |
|  | 14           | Hartford     | 0                     |   |                       |                  |                  |                  |  |   |              |              |              |  |   |                            |                            |                            |
|  | 14           | Hartford     | 0                     |   | 3                     | Montréal         | 3                |                  |  |   |              |              |              |  |   |                            |                            |                            |
|  |              |              |                       |   | 3                     | Montréal         | 3                |                  |  |   |              |              |              |  |   |                            |                            |                            |
|  |              | 6            | Minnesota             | 4 |                       |                  |                  |                  |  |   |              |              |              |  |   |                            |                            |                            |
|  | 4            | 6            | Minnesota             | 4 | Boston                | 3                |                  |                  |  |   |              |              |              |  |   |                            |                            |                            |
|  | 4            |              |                       |   | Boston                | 3                |                  |                  |  |   |              |              |              |  |   |                            |                            |                            |
|  | 13           | Pittsburgh   | 2                     |   |                       |                  |                  |                  |  |   |              |              |              |  |   |                            |                            |                            |
|  | 13           | Pittsburgh   | 2                     |   |                       |                  |                  |                  |  |   |              |              |              |  | 1 | Philadelphie               | 2                          |                            |
|  |              |              |                       |   |                       |                  |                  |                  |  |   |              |              |              |  | 1 | Philadelphie               | 2                          |                            |
|  |              | 5            | Islanders de New York | 4 |                       |                  |                  |                  |  |   |              |              |              |  |   |                            |                            |                            |
|  | 5            | 5            | Islanders de New York | 4 | Islanders de New York | 3                |                  |                  |  |   |              |              |              |  |   |                            |                            |                            |
|  | 5            |              |                       |   | Islanders de New York | 3                |                  |                  |  |   |              |              |              |  |   |                            |                            |                            |
|  | 12           | Los Angeles  | 1                     |   |                       |                  |                  |                  |  |   |              |              |              |  |   |                            |                            |                            |
|  | 12           | Los Angeles  | 1                     |   | 2                     | Buffalo          | 4                |                  |  |   |              |              |              |  |   |                            |                            |                            |
|  |              |              |                       |   | 2                     | Buffalo          | 4                |                  |  |   |              |              |              |  |   |                            |                            |                            |
|  |              | 7            | Chicago               | 0 |                       |                  |                  |                  |  |   |              |              |              |  |   |                            |                            |                            |
|  | 6            | 7            | Chicago               | 0 | Minnesota             | 3                |                  |                  |  |   |              |              |              |  |   |                            |                            |                            |
|  | 6            |              |                       |   | Minnesota             | 3                |                  |                  |  |   |              |              |              |  |   |                            |                            |                            |
|  | 11           | Toronto      | 0                     |   |                       |                  |                  |                  |  |   |              |              |              |  |   |                            |                            |                            |
|  | 11           | Toronto      | 0                     |   |                       |                  |                  |                  |  | 2 | Buffalo      | 2            |              |  |   |                            |                            |                            |
|  |              |              |                       |   |                       |                  |                  |                  |  | 2 | Buffalo      | 2            |              |  |   |                            |                            |                            |
|  |              | 5            | Islanders de New York | 4 |                       |                  |                  |                  |  |   |              |              |              |  |   |                            |                            |                            |
|  | 7            | 5            | Islanders de New York | 4 | Chicago               | 3                |                  |                  |  |   |              |              |              |  |   |                            |                            |                            |
|  | 7            |              |                       |   | Chicago               | 3                |                  |                  |  |   |              |              |              |  |   |                            |                            |                            |
|  | 10           | Saint-Louis  | 0                     |   |                       |                  |                  |                  |  |   |              |              |              |  |   |                            |                            |                            |
|  | 10           | Saint-Louis  | 0                     |   | 4                     | Boston           | 1                |                  |  |   |              |              |              |  |   |                            |                            |                            |
|  |              |              |                       |   | 4                     | Boston           | 1                |                  |  |   |              |              |              |  |   |                            |                            |                            |
|  |              | 5            | Islanders de New York | 4 |                       |                  |                  |                  |  |   |              |              |              |  |   |                            |                            |                            |
|  | 8            | 5            | Islanders de New York | 4 | Rangers de New York   | 3                |                  |                  |  |   |              |              |              |  |   |                            |                            |                            |
|  | 8            |              |                       |   | Rangers de New York   | 3                |                  |                  |  |   |              |              |              |  |   |                            |                            |                            |
|  | 9            | Atlanta      | 1                     |   |                       |                  |                  |                  |  |   |              |              |              |  |   |                            |                            |                            |

## Récompenses

### Trophées
| Trophée                      | Vainqueur                                            | Équipe                                               |
| ---------------------------- | ---------------------------------------------------- | ---------------------------------------------------- |
| Trophée Calder               | Raymond Bourque                                      | Bruins de Boston                                     |
| Trophée Lester-B.-Pearson    | Marcel Dionne                                        | Kings de Los Angeles                                 |
| Trophée Art-Ross             | Marcel Dionne                                        | Kings de Los Angeles                                 |
| Trophée Hart                 | Wayne Gretzky                                        | Oilers d'Edmonton                                    |
| Trophée Conn-Smythe          | Bryan Trottier                                       | Islanders de New York                                |
| Trophée Bill-Masterton       | Al MacAdam                                           | North Stars du Minnesota                             |
| Trophée Frank-J.-Selke       | Bob Gainey                                           | Canadiens de Montréal                                |
| Trophée Jack-Adams           | Pat Quinn                                            | Flyers de Philadelphie                               |
| Trophée James-Norris         | Larry Robinson                                       | Canadiens de Montréal                                |
| Trophée Lady Byng            | Wayne Gretzky                                        | Oilers d'Edmonton                                    |
| Trophée Lester-Patrick       | Bobby Clarke, Edward M. Snider et Frederick A. Shero | Bobby Clarke, Edward M. Snider et Frederick A. Shero |
| Trophée Vézina               | Don Edwards Robert Sauvé                             | Sabres de Buffalo                                    |
| Trophée plus-moins de la LNH | Jim Schoenfeld Jim Watson                            | Sabres de Buffalo Flyers de Philadelphie             |

| Trophée                      | Équipe                 |
| ---------------------------- | ---------------------- |
| Trophée Clarence-S.-Campbell | Flyers de Philadelphie |
| Trophée Prince de Galles     | Sabres de Buffalo      |
| Coupe Stanley                | Islanders de New York  |

### Équipes d'étoiles
| Position       | Première équipe | Première équipe        | Deuxième équipe | Deuxième équipe        |
| Position       | Joueur          | Équipe                 | Joueur          | Équipe                 |
| -------------- | --------------- | ---------------------- | --------------- | ---------------------- |
| Gardien de but | Tony Esposito   | Black Hawks de Chicago | Don Edwards     | Sabres de Buffalo      |
| Défenseur      | Raymond Bourque | Bruins de Boston       | Börje Salming   | Maple Leafs de Toronto |
| Défenseur      | Larry Robinson  | Canadiens de Montréal  | Jim Schoenfeld  | Sabres de Buffalo      |
| Ailier gauche  | Charlie Simmer  | Kings de Los Angeles   | Steve Shutt     | Canadiens de Montréal  |
| Centre         | Marcel Dionne   | Kings de Los Angeles   | Wayne Gretzky   | Oilers d'Edmonton      |
| Ailier droit   | Guy Lafleur     | Canadiens de Montréal  | Danny Gare      | Sabres de Buffalo      |